# Filchner-Ronne-Schelfeis
Koordinaten: 78° 30′ 0″ S, 61° 0′ 0″ W

Die größten Schelfeistafeln der Antarktis (Stand 2007).
Ross-Schelfeis (472960 km²)
Filchner-Ronne-Schelfeis (422420 km²)
Amery-Schelfeis (62620 km²)
Larsen C (48600 km²)
Riiser-Larsen-Schelfeis (48180 km²)
Fimbul-Schelfeis (41060 km²)
Shackleton-Schelfeis (33820 km²)
George-VI-Schelfeis (23880 km²)
West-Schelfeis (16370 km²)
Wilkins-Schelfeis (13680 km²)

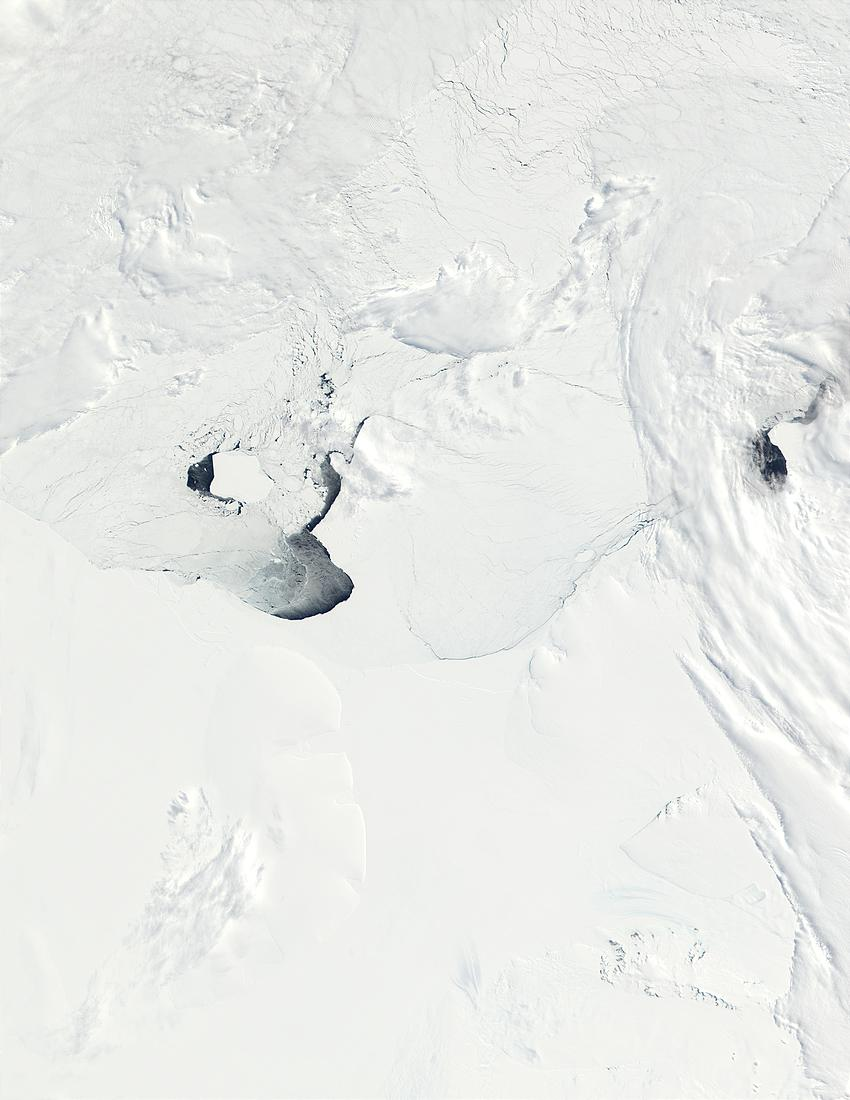
NASA-Satellitenbild des Eisschelfs

Das Filchner-Ronne-Schelfeis (in Chile Barrera de Hielos Weddell ‚Weddell-Eisbarriere‘) ist nach dem Ross-Schelfeis die zweitgrößte permanente Eisdecke in der Antarktis und etwa so groß wie Schweden. Der Doppelname leitet sich von dem deutschen Geographen und Expeditionsleiter Wilhelm Filchner (1877–1957) ab, der den östlichen Teil des Schelfeises bei seiner Expeditionsreise im Januar 1912 entdeckte, und dem US-amerikanischen Ingenieur Finn Ronne  (1899–1980), der den westlichen Teil auf einer Expedition 1947 nach seiner Ehefrau Edith Ronne benannte.

## Beschreibung
Das 449.000 km² große Schelfeis bedeckt eine große Bucht des Weddell-Meeres und wird im Westen durch das Ellsworthland (Zumberge-Küste und Orville-Küste) und im Osten durch den Süden des Coatslands (südlich der Luitpold-Küste) begrenzt. Im Süden befindet sich das Queen Elizabeth Land, das ebenso wie das Coatsland zum British Antarctic Territory gehört (das Ellsworthland dagegen nur mit seinem östlichen Teil). Am weitesten nach Süden reicht das Schelfeis dort, wo der Foundation-Eisstrom mündet. An der Unterseite des Schelfeises zirkulieren die kältesten Wassermassen der Welt (– 2,5 Grad Celsius), die durch ihren hohen Salzgehalt absinken, als Kaltwasserbarriere wirken und das Eis bisher vor dem Abschmelzen durch wärmeres Wasser aus dem Weddellmeer bewahren.
Das Filchner-Ronne-Schelfeis wird oft als zwei einzelne Schelfeise dargestellt, „Filchner-Schelfeis“ und „Ronne-Schelfeis“, deren Trennglied die darin eingeschlossene Berkner-Insel (trotz des Namens keine Insel, sondern die weltgrößte Eiskuppel) darstelle, wobei die Grenzen der einzelnen Schelfeise nicht genau festzulegen sind. Vom Eis des Schelfeises eingeschlossen sind neben der Berkner-Insel noch zwei weitere größere Eiskuppeln, der Korff-Eisdom und der Henry-Eisdom, mit einer Fläche von jeweils 1.500 bis 1.600 km². An seiner Abbruchkante zum Meer ist das Schelfeis lediglich 200 Meter stark, in der Region, wo sich das Inlandeis in das Meer schiebt, jedoch bis zu 1.600 Meter hoch. Die Gletscher im Hinterland des Filchner-Ronne-Schelfeises vereinen so viel Eis, dass der weltweite Meeresspiegel um rund zwölf Meter steigen würde, wenn die Barriere des Schelfeises durch wärmeres Wasser unterspült und abschmelzen würde.
Von 1982 bis 1999 befand sich auf dem Filchner-Ronne-Schelfeis die deutsche Filchner-Sommerstation. Im Herbst 1998 löste sich ein 150 × 35 km² großes Stück vom Schelfeis, „A-38“, auf dem sich die Station befand. Daraufhin wurde sie geborgen und am 13. Februar 1999 auf das Forschungsschiff Polarstern verladen.
Im Jahr 1986 kalbte vom Filchner-Ronne-Schelfeis ein Tafeleisberg mit gewaltigen der Insel Mallorca entsprechenden Dimensionen und erhielt den Namen A23a. Bis 2020 bewegte sich der Eisberg im Weddellmeer kaum, wahrscheinlich weil er auf Grund saß. Seither driftet A23a nordwärts durch das Weddellmeer in Richtung Südatlantik. Im Monat November 2023 passierte er Joinville Island an der nordöstlichen Spitze der Antarktischen Halbinsel.

## Leben unter dem Schelfeis
Anfang 2021 wurden Forschungsberichte veröffentlicht, nach denen sich bei einer Eisbohrung unter die ca. 1 km mächtige Eisschicht des Filchner-Ronne-Schelfeises „völlig überraschend und absolut unerwartet sesshaftes marines Leben“ fand, in völliger Dunkelheit, bei einer Wassertemperatur von ca. 2 °Celsius.

## Eisberge
Bekannte, besonders große Eisberge, die vom Filchner-Ronne-Schelfeis kalbten, sind unter anderem: A-38 (1998, 6.900 km²) und A-76 (2021, 4.320 km²).